# Sugador-cauda-de-fogo
Sugador-cauda-de-fogo (Myzornis pyrrhoura) é uma espécie de ave da família dos paradoxornitídeos (Paradoxornithidae). É a única espécie do género Myzornis. Pode ser encontrada nos seguintes países: Butão, China, Índia, Myanmar e Nepal. Os seus habitats naturais são: regiões subtropicais ou tropicais húmidas de alta altitude.